# Manuel Holóbolo
Manuel Holóbolo (em grego: Μανουὴλ Ὁλόβολος; romaniz.: Manouel Holóbolos; ca. 1245 – 1310/14) foi um orador e monge bizantino, o principal oponente da União das Igrejas no reinado do imperador Miguel VIII Paleólogo (r. 1259–1282).

## Vida

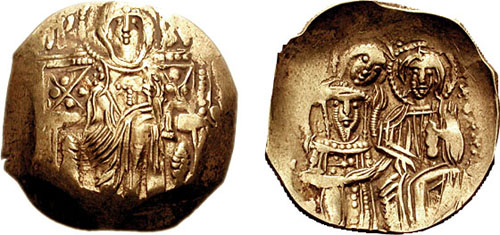
Hipérpiro de r.

Nascido ca. 1245, entrou ao serviço de Miguel VIII como gramático de seus filhos adolescentes, e compôs várias orações para os primeiros anos do reinado de Miguel VIII que são importante fonte primária. Em 1261, contudo, quando Miguel ordenou o cegamento e aprisionamento do imperador legítimo, João IV Láscaris (r. 1258–1261), Holóbolo expressou aflição pública, e seus lábios e nariz foram mutilados como punição. Holóbolo então retirou-se da vida pública e tornou-se monge no Mosteiro de Prodromo em Constantinopla, com o nome monástico Máximo.
Em 1265/1266, através da intervenção do patriarca constantinopolitano Germano III, Holóbolo foi capaz de obter o cargo de professor, possivelmente no orfanato na Igreja de São Paulo. Devido seu fervente anti-unionismo, foi exilado para o Mosteiro de Grande Agro no mar de Mármara em 1273, e não foi permitido retornar à capital até a morte de Miguel VIII, quando seu filho e sucessor Andrônico II (r. 1282–1328) repudiou a união. Assim Holóbolo participou no Concílio de Blaquerna de 1285, que formalmente condenou a união, e foi restaurado ao favor imperial: recebeu título de reitor e torna-se protossincelo cerca de 1299. Segundo um de seus alunos, Jorge Galesiota, ele continuou a lecionar até sua morte, em algum momento entre 1310 e 1314.